# 에드윈 허블
에드윈 파월 허블(영어: Edwin Powell Hubble, 1889년 11월 20일 ~ 1953년 9월 28일)은 미국의 천문학자이다. 그의 업적은 크게 두 가지가 있다. 1924년 안드로메다 성운이 우리 은하에 속하지 않는다는 논문을 발표, 우주의 크기가 우리가 생각했던 것보다 더 크다는 걸 확인했다. 1929년에는 우주가 팽창하고 있다는 사실을 발표했다.
허블은 1921년 경 세페이드 변광성을 이용하여 우주의 크기를 재었다. 이 발견은 후에 할로 섀플리와 히버 커티스의 대논쟁을 종결하는 데 근거로 쓰였다. 또한, 그는 1929년 경 은하를 관측하여 스펙트럼의 선에 나타나는 적색 편이를 시선속도라고 해석하고, 후퇴하는 속도가 은하 간 거리에 비례한다는 허블의 법칙을 발표하였다. 이는 우주가 팽창한다는 사실을 뒷받침하여 이후 빅뱅 이론의 기초가 된다. 자신의 발견 덕분에 그는 여러 영예를 누렸다. 허블 우주 망원경은 그의 이름을 따서 명명되었다.

## 생애

### 출생과 학창 시절
에드윈 허블은 1889년 미국 미주리 주에서 존과 제니 허블의 아들로 태어났다. 허블은 그의 할아버지 마틴 허블에게서 천문학을 배웠다. 허블은 고등학생 때 별과 행성의 아름다움에 감동을 받고 화성에 관한 글을 썼는데, 이 글은 지방 신문에 실렸다. 당시 허블의 선생님이었던 해리엇 그로트 부인은 허블이 이 시대의 가장 뛰어난 위인이 될 것이라고 했다. 후에 허블은 휘튼 칼리지에 진학했다. 휘튼 칼리지를 졸업하고 허블은 대학의 다른 여러 물리학 과목을 수강하여 천문학자의 꿈을 계속 길러나갔다.

### 청년 시절
1913년 1월 19일에 아버지가 세상을 떠나고, 허블은 영국에서의 생활을 접게 되었다. 부친 사망 이후, 허블은 가족의 생계를 책임져야 했다. 한동안 고등학교 교사로 일한 뒤, 18개월간 시간제로 법률 관련 일을 하여 가족의 생계를 안정시켰다. 허블은 천문학자가 되고자 하는 꿈을 접지 않았다. 다시 천문학자가 되기 위해서 헤일의 첫 번째 망원경이 있는 여키스 천문대로 가서 박사과정을 밟았다. 허블은 네벨플렉켄이라고 불리는 성운을 연구하여 박사학위를 받게 되었다. 그 후에 허블은 가장 좋은 망원경이 있는 천문대에 가야 한다고 생각하여, 윌슨산 천문대로 가고자 하였다. 1916년 11월에 윌슨산 천문대로부터 허블에게 제의가 왔다. 하지만 미국의 세계 제 1차 대전 참전으로 인해 채용이 미뤄졌다. 허블은 4개월간 독일 점령군으로 복무한 뒤 1919년 8월에 윌슨산 천문대에 도착하였다. 당시 윌슨산 천문대에는 할로 섀플리가 자리 잡고 있었다. 윌슨산 천문대에서 허블과 섀플리는 충돌이 잦았다.

### 대논쟁의 막을 내리기까지
1921년 섀플리가 하버드 천문대의 책임자가 되어 윌슨산을 떠나면서 허블은 더 많은 시간 망원경을 관측할 수 있게 되었다. 1923년 10월 4일 저녁, 허블이 윌슨산에 와서 4년이 지난 날, 그는 100인치짜리 망원경으로 안드로메다 성운을 관측하였다. 당시 관측상태는 최악의 상태였다. 허블은 40분간 노출하여 안드로메다성운 사진을 찍었다. 다음날 사진 현상 후, 사진에서는 흠집이거나 신성이라고 볼 수 있는 점이 발견되었다. 허블은 그 점이 신성임을 다시 확인하기 위해서 안드로메다 성운을 5분간 노출하여 찍었다. 그 점은 그대로 그 자리에 있었고, 신성일 가능성이 있는 두 점을 더 발견하였다. 이후에 그는 두 번째 점이 신성임을 알아냈고, 세 번째 점이 세페이드형 변광성임을 알아냈다. 허블은 자신이 발견한 세페이드형 변광성을 이용하여 안드로메다 성운까지의 거리를 추정했다. 그 결과는 놀라웠다. 안드로메다 성운까지의 거리는 지구에서 약 90만 광년으로, 우리 은하의 지름의 길이인 10만 광년보다 훨씬 먼 거리였다. 그는 안드로메다 성운이 하나의 또 다른 은하임을 증명하여 대논쟁의 막을 내렸다. 1924년 2월, 허블이 섀플리에게 자신이 발견한 결과를 편지로 알리자, 섀플리는 “이것이 내 우주를 파괴한 편지다” 라고 말했다고 한다. 1924년 위싱턴에서 열린 미국 과학진흥협회 회의에서 허블의 성과가 발표되었는데, 그는 그 회의에서 가장 뛰어난 논문에 수여하는 1천 달러의 상금을 공동으로 수상했다.

### 우주팽창론, 그리고 죽음
허블은 성운 까지의 거리를 측정해 많은 성운들이 독립된 은하라는 것을 증명하여 몇 년 동안 천문학계에서 최고의 권위를 누리고 있었다. 멀어지는 은하가 많다는 슬라이퍼의 관측 결과를 알게 되었을 때, 그는 이 현상을 밝혀야 한다는 사명감을 느꼈다. 허블은 당시 윌슨산 천문대의 천문 사진가인 밀턴 휴메이슨과 함께 은하를 관측하였다. 두 사람은 일을 분담하여, 허블은 은하들 까지의 거리를 측정하고, 휴메이슨은 은하들의 도플러 편이를 측정하였다. 1929년 허블과 휴메이슨은 46개 은하들의 적색 편이와 거리를 측정하였고, 관측한 은하들의 데이터를 속도와 거리를 각각의 축으로 하는 그래프 위에 나타내었다. 그 그래프는 은하의 속도가 거리에 비례함을 나타내고 있었다. 허블은 이 그래프를 ‘외계 은하 성운의 시선 속도와 거리 사이의 관계(A Relation between DISTANCE and RADIAL VELOCITY among EXTRA-GALACTIC NEBULAE)’ 라는 제목의 6쪽짜리 논문에 실었다. 허블과 휴메이슨은 계속 관측하여 1931년 더 멀리 있는 은하들을 측정하고 새로운 논문을 발표하였다. 그 논문은 우주가 팽창하고 있다는 것을 알려주었다. 이것은 당시 조르주 르메트르와 알렉산드르 프리드만이 제시한 대폭발 이론을 증명하는 최초의 증거였다고 한다. 그는 그의 유명세를 통하여 팔로마산의 200인치 망원경의 계획과 건립에 힘썼다. 1953년 9월 28일 허블이 뇌경색으로 세상을 떠나기 전까지 은하의 연구에 이 망원경을 사용했다고 한다.

## 허블의 업적

### 세페이드 변광성의 밝기
오언변광성이라는 별의 밝기가 주기적으로 변하는 항성이다. 이런 현상은 존 구드릭(John Goodricke) 와 에드워드 피것(Edward Pigott)에 의해 규명되었다. 구드릭은 대부분의 변광성의 밝기는 대칭적이며 매우 짧은 시간 동안 어두워졌다 다시 밝아진다는 것을 알게 되었다. 구드릭은 이 현상을 식현상이라고 설명하였다. 왜냐하면 식현상과 변광성의 밝기 모두 대칭적인 성향을 띠고 있고, 거의 대부분의 시간에 밝다 짧은 시간동안 어두워지기 때문이다. 이는 실제로 대부분의 변광성을 잘 설명하였다. 하지만, 이는 모든 변광성을 설명하지 못하였기에 구드릭은 다른 종류의 변광성이, 즉 세페이드 변광성이 있다고 주장하였다. 이 변광성의 밝기는 주기가 길고, 밝기가 천천히 감소하다가 비교적 빨리 최고 밝기에 도달하였다.
헨리에타 스완 리빗은 세페이드 변광성의 주기와 밝기의 관계를 찾아내었다. 그녀는 에드워드 찰스 피커링이 고용한 사진을 분석하여 정리하는 “여자 계산가”(Harvard Computers) 중 1명이었다. 리빗은 거리가 대략적으로 같은 마젤란 성운의 수많은 변광성들(약 2400개)의 사진을 분석하여 광도와 주기가 연관이 있다는 것을 알게 되었다. 리빗은 후에 광도와 주기의 log값이 비례한다는 것을 찾아냈다. 이 발견은 허블이 안드로메다 은하(그 당시에는 성운이라고도 불렸다) 까지의 거리를 측정하는데 발판이 되었다.
할로 섀플리와 에나르 헤르츠스프룽 같은 천문학자들의 힘으로 세페이드 변광성은 우주에서 거리를 재는 척도가 되었다. 그들은 연주시차법을 동원하여 어떤 한 세페이드 변광성 까지의 거리를 쟀다. 이 측정은 리빗의 밝기-주기 관계에서 비례상수를 구한거라 할 수 있다. 이를 통하여 천문학자들은 모든 세페이드 변광성까지의 거리를 잴 수 있게 되었다.
허블은 이 모든 발견들을 안드로메다 성운(현재는 안드로메다 은하)의 한 변광성에 적용을 시켰다. 그는 이를 통하여 안드로메다까지의 거리를 쟀는데 90만 광년이라는 이 거리는 안드로메다가 우리 은하 내부에 있다고 하기에는 너무 먼 거리였다(우리 은하의 반지름은 대략 10만 광년이다). 그런데 이렇게 먼 안드로메다가 선명하게 관측된다는 것은 그만큼 밝다는 것이고 이는 안드로메다에는 별이 많다는 것을 의미한다. 그래서 자연스럽게 안드로메다는 우리 은하 내의 성운이 아니라 수많은 별들을 포함하고 있는 독립적인 다른 하나의 은하라는 것이 밝혀졌다. 이를 통해 허블은 대논쟁을 종결짓게 되었다.

### 은하의 분류

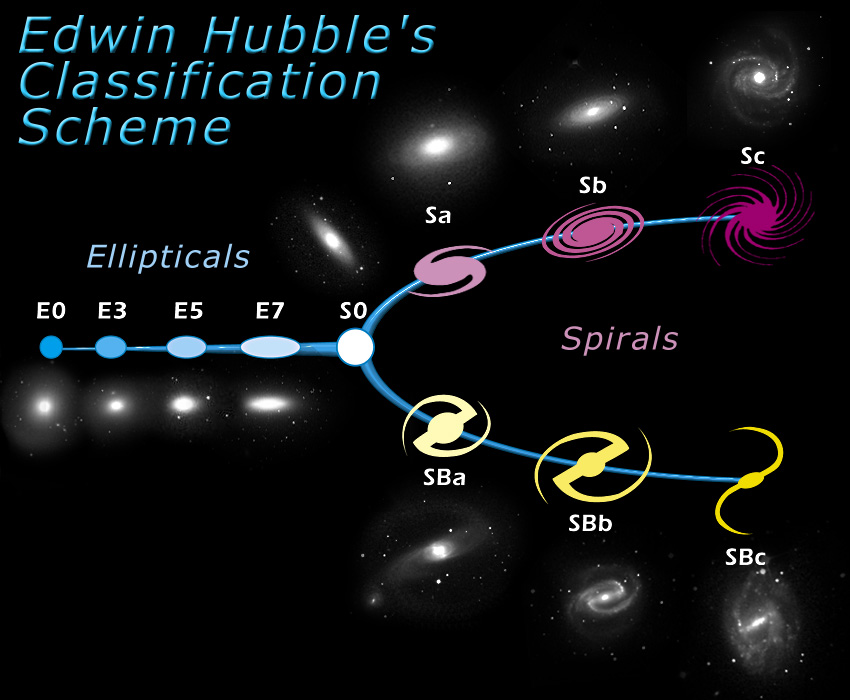
허블 순차를 나타낸 도표. 이 순서는 은하의 진화나 시간적 순서와는 전혀 연관성이 없다.

허블은 은하들을 관찰하여 생김새에 따라 분류하였다.(이 분류 방법을 허블 순차라고 한다) 허블의 분류에 따르면 은하들은 크게 네 가지로 나뉘는데, 타원은하, 나선은하, 렌즈은하, 그리고 불규칙 은하들이다. 관측되는 은하 중 나선은하는 약 77%, 타원은하는 약 20%, 불규칙은하는 약 2%를 차지한다. 각 은하들은 다음과 같은 특징을 가진다.

#### 타원은하
타원은하는 나선팔을 갖고 있지 않으며 특별히 삐져나오거나 뾰족한 곳 없이 매끄러운 타원 모양을 가진다. 보통 E (Ellipse에서 따옴)로 표기하며, 구형에서 가장 찌그러진 모양까지, E0에서 E7까지 표기한다. (E0가 구형에 가까운 것들이고, E7은 가장 찌그러진 것들이다.) 가장 흔하게 관측되고, 다른 은하들보다는 비교적 나이가 많은 별들로 구성된다. 대표적인 예로 처녀자리 은하단에 있는 M49 은하가 있다.

#### 나선은하
나선은하는 나선 모양의 팔을 가지고 있는 것으로 특징지어지는데, 일반적으로 자전축의 중심 부근에 대칭적으로 위치한 두 팔을 가지고 있다. 나선은하에는 두 가지 종류가 있는데, S나 SA로 표기되는 정상나선은하(Normality Spiral Galaxy)와 SB로 표시되는 막대나선은하(Barred Spiral Galaxy)이다. 정상나선은하는 나선팔이 핵에서부터 나오는 은하를 이르고, 전체 나선 은하의 1/3 정도가 정상나선은하인 것으로 알려져 있다. 가장 역동적이고 활발한 모습의 은하이다. 막대나선은하는 중간에 중심을 가로지르는 막대물질이 있는데, 두 팔은 이 막대의 양쪽 끝에서부터 반대 방향으로 나온다. 정상나선은하와 막대나선은하 모두 팔이 얼마나 단단하게 감겼는지, 팔의 균형, 그리고 핵의 상대적인 크기에 따라서 a, b, c 타입으로 다시 분류한다. 즉, Sa, Sb, Sc, SBa, SBb, SBc의 6가지로 분류되는 것이다. 첨자 a가 있는 Sa, SBa 타입은 핵이 상대적으로 크고, 나선팔이 핵을 중심으로 단단하게 감겨 있는 경우이다. Sa는 나선팔이 구별하기 어려울 때가 많다. 첨자 b는 나선팔이 좀더 열려 있는 경우를 나타내고, 첨자 c는 보통 핵이 상대적으로 작고 나선팔이 강조되어, 더 펼쳐져 있는 경우를 나타낸다. 대표적인 정상나선은하로는 안드로메다 은하가 있고, 전형적인 막대나선은하로는 NGC 1300이 있다.

#### 렌즈형 은하
나선은하 중 S0를 렌즈은하라고 하는데, 이는 나선은하와 타원은하 사이의 형태를 가진다. 마치 타원은하처럼, 가운데가 (핵이) 볼록하게 튀어나와 있고, 그것을 통과하는 원판이나 막대 모양의 구조가 있다. 그렇지만 나선은하와 다른 모습은 뚜렷한 팔이 없고, 나선은하만큼 활발한 별의 생성이 일어나고 있지 않다는 것이다. 처음에 허블이 은하를 분류했을 때, 렌즈 은하에 대해서는 아직 실존여부가 알려져 있지 않았었다. 하지만 허블은 렌즈 은하가 존재할 것이라는 사실을 굳게 믿고, 회견에서도 은하의 진화를 생각해 보았을 때 꼭 필요한 단계라고 말하였다. 추후의 많은 관측들에서 허블의 예상이 정확하다는 것이 판명났다.

#### 불규칙 은하
허블은 불규칙 은하를 두 가지로 또 분류하였는데, 불규칙 은하 I, 그리고 불규칙 은하 II이다. (Irr I galaxy, Irr II galaxy) 불규칙 은하의 특성상 둘 다 대칭적인 구조를 보이지 않으며, 성간 먼지의 뚜렷한 흡수선과, 가스 성분의 많은 방출선을 보인다. 불규칙 은하 I은 비대칭적인 윤곽을 가지고, 어린 별들로 이루어진 여러 개별적인 성단들로 이루어져 있다. 불규칙은하 II는 좀더 매끄러운 윤곽선을 가지고, 개별적인 별이나 성단이 보이는 대신 뿌옇고 흐릿하게 분산되어 보인다. 대표적인 불규칙 은하로는 큰곰자리의 M81과 마젤란 은하가 있다.
보통 나선은하에는 젊은 별들과, 별 생성이 일어나는 곳들이 여러 군데 있는데 반면 타원은하에서는 오래된 성단들이 많이 관찰된다. 따라서 여러 과학자들은 타원은하와 렌즈은하가 나선은하와 불규칙 은하보다 더 일직 진화했다는 설을 내놓았다. 그렇지만 이와 같은 접근은 오류가 있는데, “허블 순차”가 은하가 진화한다는 것을 함축하고 있다는 가정을 하고 있기 때문에다. 하지만, 허블은 허블 순차에 대한 시간적인 해석은 전혀 의도하지 않았다고 말했다. 또한, 최근의 연구에서는 우주의 탄생 직후에는 나선은하와 불규칙 은하가 많았으며, 이로부터 타원 은하와 렌즈 은하가 진화했다고 보고 있다.

### 허블의 법칙

도플러 효과의 원리. 광원이 접근하면 파장이 짧아 보여 푸른빛으로, 멀어지면 파장이 길어 보여 붉은빛으로 보이는 현상이다.

은하의 도플러 효과를 볼 수 있다. 흡수 스펙트럼을 비교해 보면, 더 멀리 있는 천체가 더 적색으로 치우친 흡수 스펙트럼을 나타냄을 알 수 있다.

허블의 법칙은 크게 두 부분으로 기술되는데, (1) 성간 공간에 있는 (우주의) 모든 천체들은 도플러 효과를 보인다. (2) 도플러 효과로 인해 측정된 이들의 서로에 대한, 그리고 지구에 대한 상대 속도는 두 물체의 거리에 비례한다는 것이다. 결국, 우주는 팽창하고 있고 은하들은 바깥쪽으로 움직이고 있는데, 은하의 팽창 속도는 그들의 거리에 비례한다는 말이다. 결국, 허블의 법칙은 우주 (엄밀하게는, 관측 가능한 우주)가 (시공간이) 팽창하고 있다는 것을 의미한다. 허블은 그의 유명한 1929년 논문에서 “적색 편이의 법칙”을 발표하였고, 이것이 곧 “허블의 법칙”이다. 허블의 법칙은 잘 알려진 공식으로 나타나는데, 바로 v = H0D라는 공식이다. H0는 비례상수인 “허블 상수”인데, 아직까지 이 값에 대해서는 모두가 동의하는 결과치가 없다. D는, 천체와 관측지점과의 거리이며, v는 천체의 상대속도 (겉보기 속도)이다. 즉, 천체의 상대 이동속도는 거리와 직접적으로 비례한다는 것을 나타내 주는 공식이다. H0은 은하가 얼마나 빨리 움직이는가와 관련이 깊다. H0가 클수록 은하가 빨리 움직이는 것이라 할 수 있고, H0가 작을수록 은하가 더 느리게 움직이는 것이라고 할 수 있다. H0에 대해서는 많은 논쟁들이 일고 있으며, 아직 의견들이 완전하게 통일되지 못했다. 반면, 1/H0은 우주의 나이를 나타낸다. (1/H0를 “허블 시간”이라고 한다. 즉, 우주팽창이 시작된 이래의 경과 시간(우주의 연령)을 나타낸다.)

### 허블 상수

#### 허블 상수의 측정
허블 상수를 측정하는 일에는 두 가지 측정값이 필요하다. 우선, 은하의 적색 편이를 알기 위한 천체들(은하)의 흡수 스펙트럼 분석을 해야 한다. 적색 편이를 통해 상대속도를 알아내기 위해서이다. 둘째로는, 은하와 지구의 정확한 거리를 재어야 한다. 이 때, 허블 상수를 재기 위해 측정하는 은하는 지구와 충분히 멀리 떨어져 있어야 하는데, 은하들의 속도 v는 적색편이가 진정한 별들의 운동에 기인한다는 가정 하에서 측정될 수 있는 것이기 때문이다. 여러 가지 주변 천체들의 중력으로 인해서 오차가 나는 것을 예방하기 위해서 멀리 떨어진 은하를 측정해야 한다. (이 ‘특이한 운동(peculiar motion)’은 허블의 법칙의 경향성에서 벗어난 점들에 대한 설명이 된다.)

#### 허블 상수의 단위
SI 단위로 허블 상수를 나타내면 그 단위는 /s가 되겠지만, 보통은 (km/s)/Mpc을 사용한다. 그 이유는 허블의 법칙으로 속도를 계산했을 때 km/s으로 단위를 얻기 위해서이다. 만약 허블 상수가 H (km/s)/Mpc라면, 1Mpc만큼 천체가 멀어질 때마다, 그것이 바깥쪽으로 가려 하는 속도는 H km/s만큼 증가한다는 말이다. 비록 km과 Mpc는 둘 다 거리의 단위이지만, (km/s)/Mpc으로 계산하는 것이 더 간단하고 편리하기 때문에 허블 상수는 대부분의 경우 저 단위로 나타낸다.

#### 허블 상수의 값
허블 상수는 빛의 속도처럼 단 하나의 공통적으로 동의하는 이론값을 구할 수 없다. 천체들 사이의 거리에 대해서 학자들마다 의견이 다르고 계산값도 다르기 때문이다. 허블 상수의 가능한 작은 값은 h = 0.5 정도로 앨런 샌디지와 카네기 연구소에 있는 그의 동료들에 의해서 주장되고 있다. (참고: 허블 상수는 그 불확실성 때문에 H = 100h (km/s)/Mpc으로 정의되는 상수 h값을 사용하여 표기하는 것이 일반적이다.) 이 상수 값에 의하면 우주의 나이는 193 억년 정도가 된다. 큰 값은 h = 1 정도로, 많은 다른 천문학자들(제라드 드보쿨레르, 리처드 피셔 등) 에 의해서 주장되고 있다. H = 100의 값은 사용된 중력인자에 의존하여 우주의 나이가 샌디지가 주장한 것의 반 정도인 단지 90억년 전후가 된다. 그러나 현재 대부분의 의견은 그 중간 값인 70(km/s)/Mpc 정도로 모아지고 있다. 현재 많은 백과사전에는 H0 = 70.4 ± 2.4 (km/s)/Mpc으로 나와 있다. 한편, WMAP 데이터를 이용하여 구한 허블 상수의 값은 대략 h = 0.71 (+0.04/-0.03)이다. 이 H0 값을 이용하여 “허블 시간”, 즉 우주의 나이를 계산해 보면, 150±50억 년이 되는데, 이 값은 구상성단의 연령이나 우주 초기의 원소 합성이론으로 유도되는 연령과 본질적으로 같다.

## 의의: 과학사에 끼친 영향

### 대논쟁의 종결
대논쟁은 이 질문에서 시작되었다. 성운들은 어디에 있을까? 보이는 것처럼 작고 가까울까? 아니면 멀어서 작아 보이는 걸까? 국립 과학아카데미는 이 질문에 서로 다른 의견을 가진 두 집단이 다른 과학자들 앞에서 토론을 벌이게 했다. 이 두 집단은 바로 우리 은하가 성운뿐만 아니라 전 우주를 포함하고 있다는 주장을 하고 있던 윌슨산 천문대의 천문학자들과 성운이 우리 은하 밖에 있는 독립된 은하라는 생각을 지지하던 릭 천문대의 천문학자들이다. 전자는 할로 섀플리(Harlow Shapley)를 대표로 내보냈고 후자는 히버 커티스(Heber Curtis)를 대표로 내보냈다.
1920년 4월, 대논쟁은 섀플리와 커티스의 토론으로 진행되었다. 섀플리는 우리 은하가 우주 전체를 포함한다는 주장에 크게 2가지 근거를 내세웠다. 먼저, 성운의 분포가 있었다. 성운들은 보통 우리 은하의 은하면 바로 위와 아래에서 발견되었다. 여기서 섀플리는 성운들이 바로 행성과 항성들의 기원이라고 주장하였다. 섀플리가 관측한 것은 우리 은하로 가까워질수록 항성과 행성들이 완전해진다는 것이다. 그래서 섀플리는 성운들은 우리 은하 위와 아래쪽에 있고, 그 성운들에서 생성된 항성과 행성들은 모양을 갖춰가면서 우리 은하 쪽으로 이동해간다고 주장했다. 만약 은하들이 우주에 골고루 분포한다면 성운의 분포는 일정해야하기 때문에 우주에서 은하는 우리 은하 하나뿐이라고 주장했다. 두 번째 근거는 바로 신성(nova)의 발견이었다. 신성은 근처에 있는 동반성의 물질을 흡수하여 갑자기 밝게 빛나는 별을 말하는데, 1885년 안드로메다에서 어떤 신성이 발견되었다. 그런데 안드로메다에서 발견된 이 신성이 특이한 것은 이 신성은 안드로메다 밝기 전체의 1/10이나 된다는 것이었다. 섀플리는 만약 안드로메다가 성운이 아니고 은하라면 신성의 밝기는 안드로메다의 밝기의 수십억분의 일이 돼야 하는데 실제로는 수백만 개의 별의 밝기와 비슷하기 때문에 안드로메다는 은하가 아니라 성운이라고 주장하였다.
커티스는 이 근거들에 대해서 전문적인 반박을 했다. 첫 번째 근거에는 특정 지역에서만 관측되는 것은 은하면의 별들, 성간먼지에 가려 관측이 되지 않는 것뿐이라 반박을 하였다. 두 번째 근거에는 안드로메다의 나선팔에서 발견된 다른 수많은 신성들은 그 특정 신성보다 훨씬 희미하다는 것을 예로 들면서 안드로메다 신성의 경우는 특이한 경우라고 주장했다. 커티스는 전문지식을 이용하여 이를 비롯한 여러 반박들과 주장들을 펼쳤다. 후에 섀플리는 자신이 “논문을 읽었으며" 커티스는 “발표”하였다고 했고, 커티스는 자신이 “비교적 앞섰다”고 하였다. 하지만, 이 주제는 관측결과가 매우 적었기 때문에 어떤 주장을 펼쳐도 불충분한 근거라는 명목이 발목을 잡았기 때문에 큰 진전이 없었다.
허블이 계산한 안드로메다에 있는 세페이드 변광성까지의 거리는 대논쟁을 확실히 끝맺었다. 그 거리는 우리 은하의 크기와 비교할 수 없이 멀었기 때문에 안드로메다가 우리 은하 내부에 존재한다는 것이 말이 되지 않았다. 허블은 또다른 희미한 세페이드 변광성 하나를 찾아서 똑같은 90만 광년이라는 거리를 계산해냈다. 그는 이 결과를 은하는 하나뿐이라는 주장을 한 섀플리에게 편지로 부쳤다. 섀플리는 세페이드 변광성의 주기가 20일이나 되는데 주기가 긴 세페이드 변광성을 이용해 계산한 거리는 신빙성이 없다며 반박을 시도했지만 몇 년 만에 다른 은하들의 거리가 안드로메다보다 훨씬 멀리 있다는 것이 계산되고 나서 대논쟁은 해결되었다. 하지만 기존의 성운이라는 개념 중에서 정말로 우리 은하 내부에 있는 기체구름들이 있다는 것이 발견되었고 이들은 계속 성운이라 불리고 있다. 또한, 대논쟁에서 섀플리가 언급한 안드로메다 신성은 별이 폭발하는 현상인 초신성이라는 것이 밝혀졌고, 이는 실제로 순간적으로 수십억 개의 별보다 밝게 빛난다는 것이 발견되었다.

### 팽창우주론

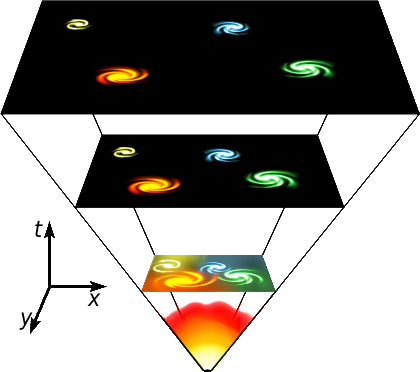
출처:대폭발. 우주의 탄생부터 팽창까지를 나타낸 그림. 처음에 매우 작은 질량점으로부터 시작해서 지금의 모습까지의 과정을 단순히 나타냈다. 이 팽창우주론은 허블의 법칙 덕분에 확인될 수 있었다

팽창우주론(또는 우주팽창론)의 시작은 아인슈타인의 일반 상대성 이론에서부터였다. 비록 아인슈타인은 정적인 우주를 굳게 믿고 있었지만, W. 데시테르는 일반 상대성 이론에 근거하여 우주각 팽창하고 있다는 설을 발표하였다. 그렇지만 데시테르가 중력론의 방정식을 풀 때 우주의 평균 밀도를 0으로 두었기 때문에, 그의 우주론에는 물질이 포함되지 않는다는 흠이 있다. 1922~1929년에 알렉산드르 프리드만, 조르주 르메트르, 하워드 퍼시 로버트슨 등이 물질을 포함하는 팽창우주론을 발표하였다. 1922년, 프리드만은 아인슈타인이나 데시테르와는 다른 새 팽창우주론을 수학적으로 전개하였지만, 폐렴 때문에 사망하는 바람에 젊은 나이에 세상을 떠났다. 반면, 비슷한 시기의 1927년, 조르주 르메트르는 허블과 유사한, 속도-거리 관계와 유사한 적색편이-거리와의 관계를 언급하면서 더 물리적이고 실제적인 의미를 가지는 새로운 팽창우주론을 제안했지만, 안타깝게도 큰 주목을 끌지 못했다. 이렇게 새로운 가설들이 나오고 있을 때 과학계의 정설은 정적 우주였다. 아인슈타인 자신을 포함한 대다수의 사람들이 정적 우주론을 믿고 있었고, 팽창우주론 지지자들과 정적 우주론 지지자들은 이 주제로 논쟁을 많이 일으켰다.
1929년, 허블은 윌슨 산의 100인치 망원경으로 은하들 사이의 거리와 적색편이의 체계적 분석을 통해 팽창 우주론을 지지하는 논문을 표하였다. 이 “허블의 법칙”이 바로 팽창우주론의 결정적 천문학적 증거였다. 1930년, 에딩턴과 드 시터 등 영향력 있는 천문학자들이 정적 우주론보다 팽창 우주론이 새로운 천체 관측 결과와 더 잘 맞는다는 사실을 인식하고, 묻혀 있던 프리드만과 르메트르의 작업이 재발견되면서 과학계의 인식은 정적우주론에서 팽창우주론으로 변화하게 되었다. 천체들 사이의 도플러 효과를 보여 주는 허블의 법칙이 팽창우주론을 뒷받침하는 강력한 증거가 되어 주었던 것이다.
팽창우주론은 그 후 더 보충되어 대폭발 이론으로서 많은 학자의 지지를 얻고 있다. 대폭발 이론이란, 우주가 하나의 아주 작은 질량점으로부터 시작했고, 한순간의 ‘대폭발’로 인해 우리 우주는 팽창을 시작했으며, 지금까지도 계속해서 팽창하고 있다는 설이다. 1940년 가모브에 의하여 현재의 대폭발론으로 체계화하였다. 대폭발 이론의 두 가지 대표적인 증거는 허블의 법칙 (멀리 떨어진 은하일수록 우리 은하계로부터 빠른 속도로 멀어지고 있다)과 3 K의 우주 마이크로파 배경이다.

## 저서
- 1936 성운의 왕국

## 영예와 인정
허블은 살아 생전에, 그리고 죽고 난 뒤에까지 많은 영예와 인정을 누렸다.

### 노벨 상
허블은 생전에 많은 여러 상을 수상하였지만 궁극적으로 노벨상을 수상하지 못한 점에 대해 아쉬워했다. 당시 노벨물리학회는 허블이 당대 가장 위대한 천문학자임을 인정하고 있었다. 그럼에도 불구하고 노벨물리학상을 수여하지 않았던 이유는, 그의 업적이 부족해서가 아니라 당시 천문학을 물리학의 일부로 생각하지 않았기 때문이었다. 이후에 노벨물리학위원회는 비밀리에 규칙을 바꾸어 에드윈 허블의 노벨상 수상을 결정하였다. 하지만 안타깝게도 이것을 발표하기 전, 1953년 9월에 허블은 뇌경색으로 세상을 떠났다. 노벨상은 사후에 수여될 수 없었기 때문에 허블은 수상할 수 없었고, 위와 같은 토의 내용은 비밀에 부쳐졌다. 하지만, 노벨물리학위원회의 두 위원, 엔리코 페르미와 수브라마니안 찬드라세카르는 허블의 위대한 업적이 결코 무시되지 않았음을 알리고 싶었다. 그래서 허블의 노벨상 수상 결정 사실을 허블의 부인 그레이스에게 알려 세상에 공개하였다.

### 허블 우주 망원경

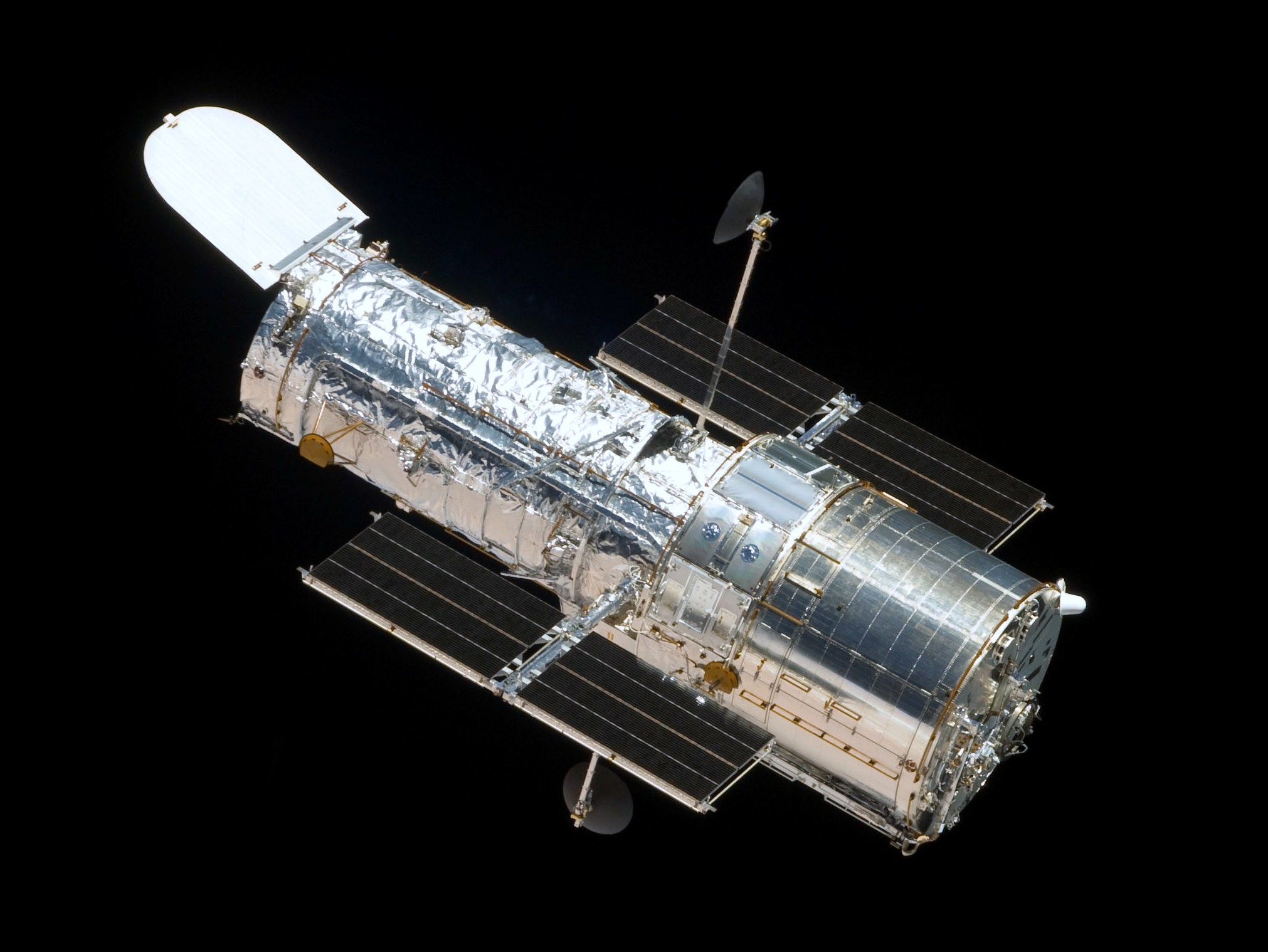

허블 우주 망원경은 대기권 밖에서 지구 중심 궤도를 돌고 있는 우주 망원경이다. 이 망원경은 1969년 미국 항공우주국(NASA)에서 스피처의 제안에 의해서 제작 추진이 되었다. 에드윈 허블의 이름을 따서 이름이 지어졌고, 1990년 4월 25일 디스커버리 우주왕복선에 실려 지구 상공 610 km 궤도에 올려져 관측활동을 시작하였다. 허블 우주 망원경은 지구 대기 밖에 있어 지구 대기에 의한 효과를 받지 않아 고분해능의 많은 관측자료를 얻어낼 수 있었다. 허블 우주 망원경은 많은 관측 자료를 제공하여 천문학 발전에 이바지하고 있다.
최근에는 관측 25주년을 맞는 허블 우주 망원경을 기리기 위해 과학 학술지 네이처에서 허블이 찍은 '가장 아름다운 우주 사진 10 가지'를 공개하기도 했다.

### <타임>지 표지모델
허블은 타임지의 표지 모델이 된 최초의 천문학자였다. 그는 허블법칙이라고 불리는 은하들의 멀어지는 속도가 거리에 비례한다는 것을 다양한 은하들의 분포를 측정하여 알아낸 뒤, 엄청난 명예를 얻게 되었다. 그는 타임지의 표지 모델이 된 것 뿐만 아니라 영화 배우나, 작가들과 모임을 가지게 되었다. 1937년에 허블은 아카데미 영화상 시상식에 프랭크 캐프라의 주빈으로 참석하기도 했다.

### 우표

#### 허블 망원경 10주년 우표
2000년 4월 2일, 미국 항공우주국(NASA)의 허블 망원경 10주년 기념을 맞아 미국에서 허블 우표가 발행되었다. 우표는 허블이 팔로마산 천문대에서 40인치 망원경으로 관측하는 사진과 다양한 성운들의 사진이 포함되었다. 이 우표는 2000년 7월 16일, 캘리포니아에서 열린 세계 우표 엑스포를 장식했다.

#### 미국의 4대 과학자 우표
2008년 3월 6일, 미국 우체국(USPS)에서 4명의 유명한 미국 과학자를 기념하는 우표를 발행했다. 에드윈 허블은 4명의 과학자 중 한 사람으로 선정되었다.

## 같이 보기
- 세페이드 변광성
- 허블의 법칙
- 허블 우주 망원경
- 허블 순차
- 허블 상수
- 대폭발 이론

| 전임 에드윈 브랜트 프로스트 | 제3대 《천체물리학 저널》 주필 1932년–1952년 | 후임 수브라마니안 찬드라세카르 |